# Keith Batey

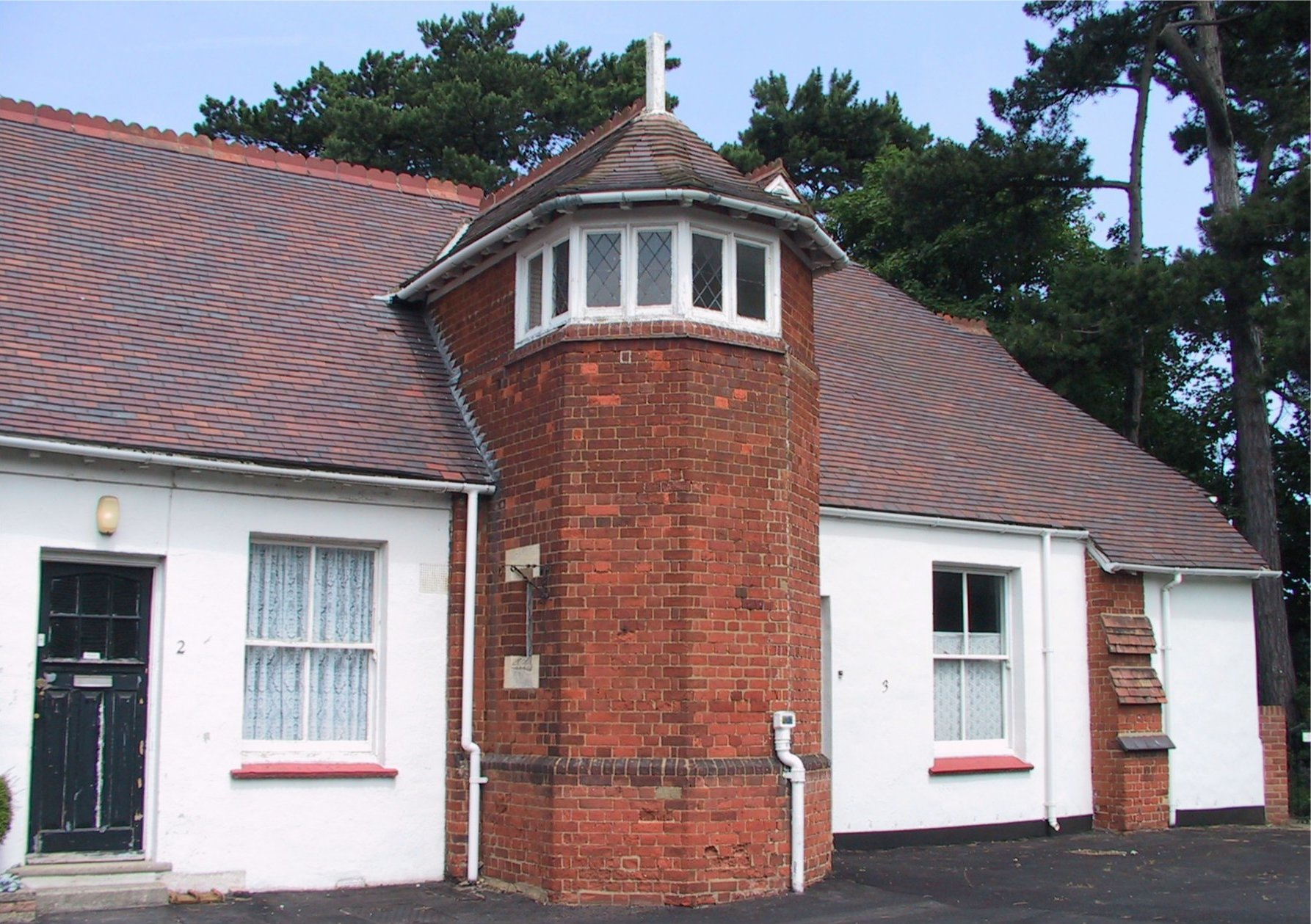
In diesem Gebäude (englisch: The Cottage) in Bletchley Park arbeitete Keith Batey zusammen mit Mavis Lever und Dilly Knox an der Entzifferung der Enigma

John Keith Batey (* 4. Juli 1919 in Longmoor, Cumberland; † 28. August 2010 in Oxfordshire) war ein britischer Kryptoanalytiker. Während des Zweiten Weltkrieges trug er in der Government Code and Cypher School (GC&CS) (deutsch etwa: „Staatliche Code- und Chiffrenschule“) im englischen Bletchley Park, also der militärischen Dienststelle, die sich erfolgreich mit der Entzifferung des deutschen Nachrichtenverkehrs befasste, wesentlich zum Bruch der deutschen Rotor-Schlüsselmaschine Enigma bei.

## Bletchley Park
Keith Batey wurde im Jahre 1940 vom Trinity College in Cambridge durch Gordon Welchman in die Dienste der GC&CS ins 70 km nordwestlich von London gelegene Bletchley Park (B.P.) abgeworben. Dort arbeitete er zunächst in der Hut 6, also der Organisationseinheit von B.P., die sich unter Leitung von Welchman und seinem Stellvertreter Conel Hugh O’Donel Alexander mit der Entzifferung der vom deutschen Heer und der Luftwaffe mit der Enigma I verschlüsselten Funksprüche befasste. Später wechselte er zu Dillwyn „Dilly“ Knox, einer Nachbar-Organisationseinheit in B.P., die sich speziell mit einer Variante der deutschen Schlüsselmaschine, nämlich der Abwehr-Enigma befasste. Dort lernte er seine Kollegin Mavis Lever kennen, die wie er an der Entzifferung der Abwehr-Enigma arbeitete. Sie heirateten im November 1942 und waren bis zu seinem Tod im Alter von 91 Jahren fast 68 Jahre lang verheiratet. Er hinterließ seine Frau Mavis, einen Sohn und zwei Töchter.